# Giovanni Domenico Cerrini

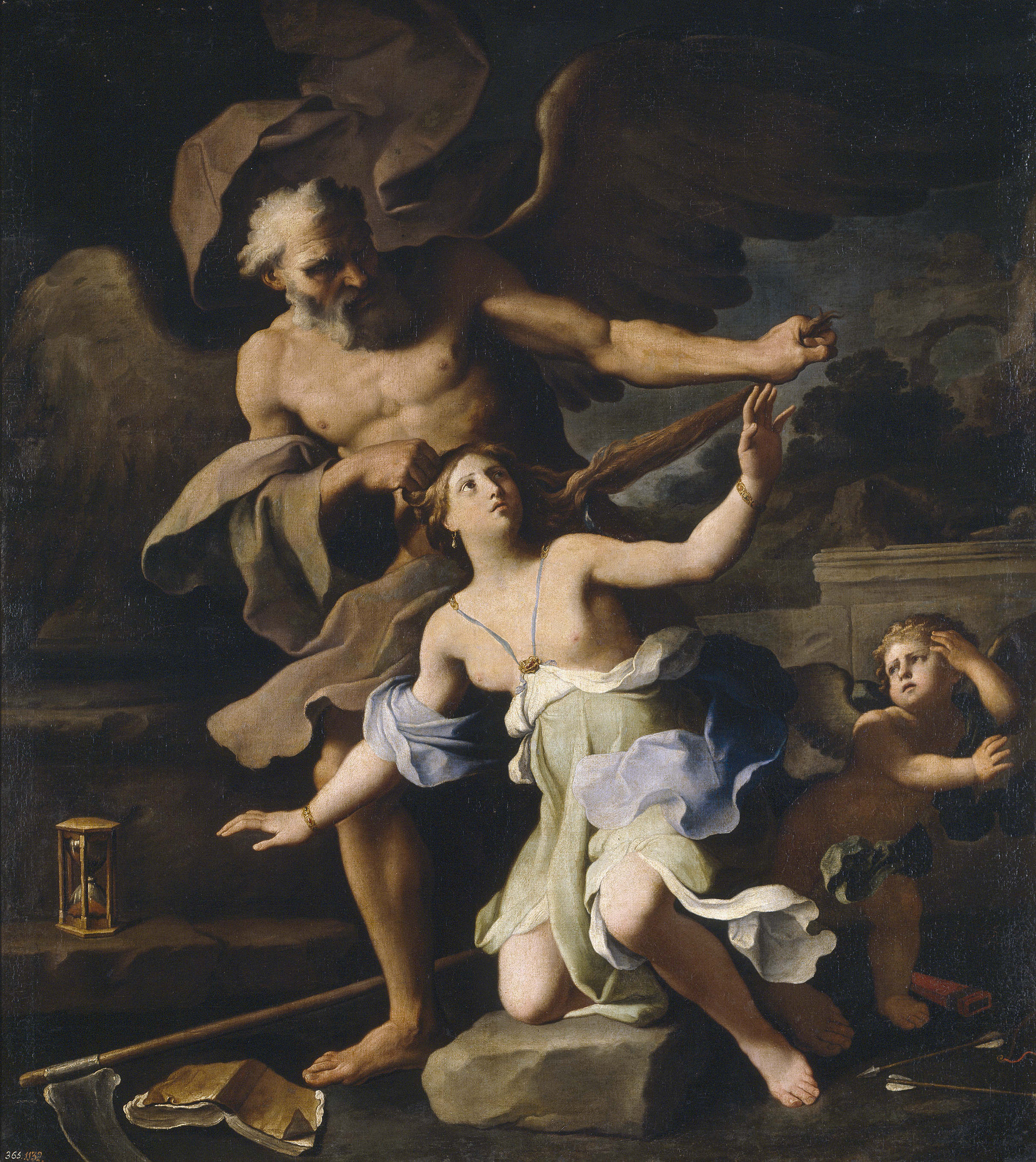
El Tiempo destruyendo la Hermosura, óleo sobre lienzo, 260 x 228 cm, Madrid, Museo del Prado.

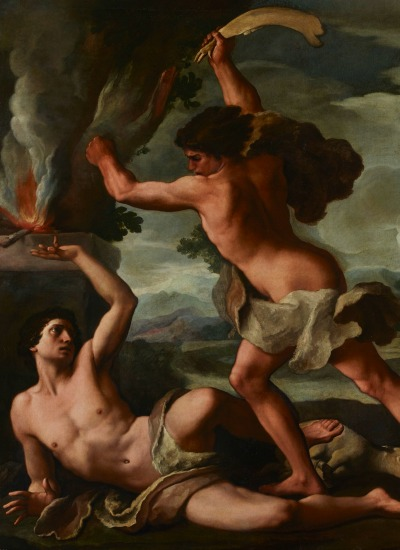
Caín y Abel, óleo sobre lienzo, 237 x 204 cm, Madrid, Palacio Real.

Giovanni Domenico Cerrini, o Gian Domenico, llamado il Cavaliere Perugino (Perugia, 1609-Roma, 1681), fue un pintor barroco italiano activo en Roma principalmente e influenciado por el clasicismo de la escuela boloñesa. 

## Biografía
Según el biógrafo de los artistas italianos Lione Pascoli, Cerrini comenzó su formación artística con un modesto pintor local, Giovanni Antonio Scaramuccia, antes de trasladarse a Roma hacia 1635. Aquí entró en el taller de Guido Reni y tomó contacto con otros maestros de la escuela boloñesa, desarrollando un estilo propio de figuras ondulantes y colores claros y brillantes. 
En Roma obtuvo la protección del cardenal Bernardino Spada, de quien dejó un retrato conservado en la Galería Spada, y trabajó para diversas iglesias, entre ellas la de San Carlos de las Cuatro Fuentes. 
En 1656 y hasta 1661 trabajó al servicio de los Médici en Florencia, donde se conservan algunas alegorías pintadas por él entre otros temas bíblicos. De vuelta a Roma, por encargo del cardenal Giulio Rospigliosi, futuro papa Clemente IX, abordó hacia 1663 la decoración de la cúpula de la iglesia de Santa María de la Victoria, su obra más ambiciosa.
El Museo del Prado cuenta con dos de sus pinturas, procedentes de la colección real: una Magdalena penitente de medio cuerpo, depositada en la embajada de España en Bruselas, y El Tiempo destruyendo la Hermosura. La primera es con probabilidad parte de una serie de cinco anacoretas encargada a Italia hacia 1634 para la decoración del Palacio del Buen Retiro, serie a la que también pertenece el San Pablo ermitaño de José de Ribera. La otra fue adquirida en 1786 en Florencia para el príncipe de Asturias, futuro Carlos IV, junto con Caín y Abel conservado en el Palacio Real de Madrid. El Prado además custodia en su Gabinete de Dibujos, Estampas y Fotografías un dibujo a lápiz rojo de Pentecostés, procedente del legado Fernández Durán.